# (7089) 1992 FX1
1992 أف أكس 1 (ويعرف أيضًا باسم (7089) 1992 أف أكس 1 وفق تسمية الكوكب الصغير) (بالإنجليزية: 1992 FX1)‏ هو كويكب ضمن حزام الكويكبات؛ وترتيبه 7089 من حيث الاكتشاف.
اكتُشف هذا الجُرم الفلكي بواسطة هيروشي كانيدا في 23 مارس 1992.

## وصلات خارجية
- (7089) 1992 FX1 في قاعدة بيانات مختبر الدفع النفاث لأجرام النظام الشمسي الصغيرة

- الاكتشاف · مخطط المدار ·  العناصر المدارية · المعلمات المادية

- (7089) 1992 FX1 على موقع ويكي سكاي: DSS2, SDSS, GALEX, IRAS, Hydrogen α, X-Ray, Astrophoto, Sky Map, Articles and images